# Ortante

En dos dimensiones, hay 4 ortantes (llamado cuadrantes)

En geometría, un ortante o hiperoctante es el equivalente en n-espacio euclidiano dimensional de un cuadrante en el plano o un octante en tres dimensiones.
En general un ortante en n-dimensiones pueden ser consideradas la intersección de n-semiespacios mutuamente ortogonales. Por permutaciones de signos de semiespacios, hay 2n ortantes en el espacio n-dimensional.
Más específicamente, un ortante cerrado en Rn es un subconjunto definido por restringir a cada coordenada cartesiana para que sea no-negativo o no-positivo.  Dicho subconjunto está definido por un sistema de desigualdades:
ε1x1 ≥ 0   ε2x2 ≥ 0  · · ·  εnxn ≥ 0,
donde cada εi es +1 o −1.
De modo parecido, un ortante abierto en Rn es un subconjunto definido por un sistema de desigualdades estrictas
ε1x1 > 0   ε2x2 > 0  · · ·  εnxn > 0
donde cada εi es +1 o −1.
Por dimensión:
1. En una dimensión, un ortante es una recta.
2. En dos dimensiones, un ortante es un cuadrante.
3. En tres dimensiones, un ortante es un octante.

John Conway definió el término n-ortoplex de ortante complejo como un politopo regular en n-dimensiones con 2n caras simplex, una por ortante.